# Dietrich Horn (Pädagoge)
Gerhard Dietrich Horn (* 7. Februar 1838 in Ringenberg bei Wesel; † 24. Februar 1906 in Elberfeld) war ein deutscher Pädagoge.

## Leben
Gerhard Dietrich Horn war der Sohn aus einer alten Bauernfamilie; sein Vater war früh verstorben. Im Alter von 15 Jahren wurde er Lehrergehilfe in Issum, danach in Repelen. Im Seminar Schürmann in Repelen begann er eine Ausbildung als Lehrer, die er in Wuppertal beendete. Danach war er als Lehrer in Pohlhausen, 1863 in Bommern und von 1865 bis 1870 in Barmen tätig. 1870 wurde Horn Rektor der Städtischen Volksschulen in Witten. Horn leitete bis zu seinem Ruhestand 1905 als Rektor von 1873 bis 1905 die evangelischen Präparandenanstalt, ein Vorbereitungsseminar für Lehrer, in Orsoy.
An der Fassade der Präparandie in der Fährstraße 16 in Orsoy befindet sich eine Gedenktafel der 1905 ausgesprochenen Ehrenbürgerwürde für Dietrich Horn. Zudem ehrt eine Büste über der Tür des ehemaligen Lehrerseminars den Direktor Dietrich Horn.
In Orsoy war er langjähriger erster Beigeordneter der Stadt und hatte zeitweise die Vertretung des Bürgermeisteramtes inne. Ehrenamtlich begründete und leitete Horn eine Spar- und Darlehnskasse. Zudem engagierte er sich im landwirtschaftlichen Verein sowie in verschiedenen pädagogischen Vereinen. In Orsoy begründete er einen Bildungsverein an, dessen Vorsitzender er war. 1905 wurde er zum Ehrenbürger der Stadt Orsoy ernannt.
Dietrich Horn war verheiratet mit Helene geb. Rueping; ein Sohn war der Theologe Friedrich "Fritz" Horn.